# Такса-Сена
Такса́-Сена́ (фр. Taxat-Senat) — коммуна во Франции, находится в регионе Овернь. Департамент коммуны — Алье. Входит в состав кантона Шантель. Округ коммуны — Мулен.
Код INSEE коммуны — 03278.

## Население
Население коммуны на 2008 год составляло 227 человек.
| 1962 | 1968 | 1975 | 1982 | 1990 | 1999 | 2008 |
| ---- | ---- | ---- | ---- | ---- | ---- | ---- |
| 278  | 321  | 274  | 239  | 213  | 210  | 227  |

## Экономика
В 2007 году среди 120 человек в трудоспособном возрасте (15—64 лет) 96 были экономически активными, 24 — неактивными (показатель активности — 80,0 %, в 1999 году было 63,4 %). Из 96 активных работали 92 человека (49 мужчин и 43 женщины), безработных было 4 (1 мужчина и 3 женщины). Среди 24 неактивных 6 человек были учениками или студентами, 8 — пенсионерами, 10 были неактивными по другим причинам.

## Достопримечательности
- Романская церковь Сент-Андре XII века с фресками XIV века
- Приходская церковь Сена